# ديسيناثيريوم
الديسيناثيريوم (الاسم العلمي: Decennatherium)، وهو جنس منقرض من الزرافيات التي عاشت خلال أواخر العصر الميوسيني. تم تسميته لأول مرة من قبل"كروسافونت بيرو" في عام 1952. وتم العثور عليه فقط في كوحيش مجهري في الموقع الأحفوري لوس فاليس دي فوينتيدوينا في شقوبية بإسبانيا.